# Nummer 1-hits in de Billboard Hot 100 in 1981
Deze hits stonden in 1981 op nummer 1 in de Billboard Hot 100.
| Datum        | Artiest                    | Titel |
| ------------ | -------------------------- | --- |
| 3 januari    | John Lennon                | (Just like) Starting over |
| 10 januari   | John Lennon                | (Just like) Starting over |
| 17 januari   | John Lennon                | (Just like) Starting over |
| 24 januari   | John Lennon                | (Just like) Starting over |
| 31 januari   | Blondie                    | The tide is high |
| 7 februari   | Kool & The Gang            | Celebration |
| 14 februari  | Kool & The Gang            | Celebration |
| 21 februari  | Dolly Parton               | 9 to 5 |
| 28 februari  | Eddie Rabbitt              | I love a rainy night |
| 7 maart      | Eddie Rabbitt              | I love a rainy night |
| 14 maart     | Dolly Parton               | 9 to 5 |
| 21 maart     | REO Speedwagon             | Keep on loving you |
| 28 maart     | Blondie                    | Rapture |
| 4 april      | Blondie                    | Rapture |
| 11 april     | Daryl Hall & John Oates    | Kiss on my list |
| 18 april     | Daryl Hall & John Oates    | Kiss on my list |
| 25 april     | Daryl Hall & John Oates    | Kiss on my list |
| 2 mei        | Sheena Easton              | Morning train (Nine to five) |
| 9 mei        | Sheena Easton              | Morning train (Nine to five) |
| 16 mei       | Kim Carnes                 | Bette Davis Eyes |
| 23 mei       | Kim Carnes                 | Bette Davis eyes |
| 30 mei       | Kim Carnes                 | Bette Davis eyes |
| 6 juni       | Kim Carnes                 | Bette Davis eyes |
| 13 juni      | Kim Carnes                 | Bette Davis eyes |
| 20 juni      | Stars on 45                | Medley: Intro Venus / Sugar sugar / No reply / I'll be back / Drive my car / Do you want to know a secret / We can work it out / I should have known better / Nowhere man / You're going to lose that girl / Stars on 45 |
| 27 juni      | Kim Carnes                 | Bette Davis eyes |
| 4 juli       | Kim Carnes                 | Bette Davis eyes |
| 11 juli      | Kim Carnes                 | Bette Davis eyes |
| 18 juli      | Kim Carnes                 | Bette Davis eyes |
| 25 juli      | Air Supply                 | The one that you love |
| 1 augustus   | Rick Springfield           | Jessie's girl |
| 8 augustus   | Rick Springfield           | Jessie's girl |
| 15 augustus  | Diana Ross & Lionel Richie | Endless love |
| 22 augustus  | Diana Ross & Lionel Richie | Endless love |
| 29 augustus  | Diana Ross & Lionel Richie | Endless love |
| 5 september  | Diana Ross & Lionel Richie | Endless love |
| 12 september | Diana Ross & Lionel Richie | Endless love |
| 19 september | Diana Ross & Lionel Richie | Endless love |
| 26 september | Diana Ross & Lionel Richie | Endless love |
| 3 oktober    | Diana Ross & Lionel Richie | Endless love |
| 10 oktober   | Diana Ross & Lionel Richie | Endless love |
| 17 oktober   | Christopher Cross          | Arthur's Theme (Best That You Can Do) |
| 24 oktober   | Christopher Cross          | Arthur's Theme (Best That You Can Do) |
| 31 oktober   | Christopher Cross          | Arthur's Theme (Best That You Can Do) |
| 7 november   | Daryl Hall & John Oates    | Private eyes |
| 14 november  | Daryl Hall & John Oates    | Private eyes |
| 21 november  | Olivia Newton-John         | Physical |
| 28 november  | Olivia Newton-John         | Physical |
| 5 december   | Olivia Newton-John         | Physical |
| 12 december  | Olivia Newton-John         | Physical |
| 19 december  | Olivia Newton-John         | Physical |
| 26 december  | Olivia Newton-John         | Physical |

1940 ·
1941 · 
1942 ·
1943 ·
1944 ·
1945 ·
1946 ·
1947 ·
1948 ·
1949 ·
1950 ·
1951 ·
1952 ·
1953 ·
1954 ·
1955 ·
1956 ·
1957 ·
1958 ·
1959 ·
1960 ·
1961 ·
1962 ·
1963 ·
1964 ·
1965 ·
1966 ·
1967 ·
1968 ·
1969 ·
1970 ·
1971 ·
1972 ·
1973 ·
1974 ·
1975 ·
1976 ·
1977 ·
1978 ·
1979 ·
1980 ·
1981 ·
1982 ·
1983 ·
1984 ·
1985 ·
1986 ·
1987 ·
1988 ·
1989 ·
1990 ·
1991 ·
1992 ·
1993 ·
1994 ·
1995 ·
1996 ·
1997 ·
1998 ·
1999 ·
2000 ·
2001 ·
2002 ·
2003 ·
2004 ·
2005 ·
2006 ·
2007 ·
2008 ·
2009 ·
2010 ·
2011 ·
2012 ·
2013 ·
2014 ·
2015 ·
2016 ·
2017 ·
2018 ·
2019 ·
2020 ·
2021 ·
2022 ·
2023
- Nederland (Top 40)
- Nederland (Single Top 100)
- Vlaanderen (Radio 2 Top 30)
- Duitsland
- Verenigd Koninkrijk
- Verenigde Staten (Hot 100)